# 기타데 쓰토무
기타데 쓰토무(일본어: 北出 勉, 1978년 9월 18일 ~ )는 일본의 전 축구 선수이다.

## 구단 경력
과거 주빌로 이와타, 쇼난 벨마레, 도치기 SC에서 활동하였다.